# Jakob Erckrath de Bary
Jakob Erckrath de Bary (* als Jakob Erckrath; 10. März 1864 in Offenbach am Main; † 14. August 1938 in Seligenstadt) war ein deutscher Fechter und Sportfunktionär. Er war wesentlich verantwortlich für die Etablierung des modernen Fechtsports in Deutschland, Gründungsmitglied und Präsident des Deutschen Fechter-Bundes sowie Vizepräsident des internationalen Fechtverbandes Fédération Internationale d’Escrime. Als aktiver Fechter gewann er bei den Olympischen Zwischenspielen 1906 eine Goldmedaille mit der Säbelmannschaft.

## Leben
Jakob Erckrath wurde in Offenbach als Sohn eines Graveurmeisters geboren, den Beinamen de Bary übernahm er von seiner Frau. Als Turner, Ruderer, Schütze und Jäger war er vielseitig sportlich begabt, widmete sich aber hauptsächlich dem Fechtsport. Auf einer Reise nach Italien lernte er um 1890 die italienische Fechtschule kennen. In der Folge versuchte er, das Fechten in Deutschland zu modernisieren, wo noch das Fechten nach althergebrachten Regeln und in fester Mensur üblich war. Als Vorsitzender des Fechtclub Offenbach, dem er von 1893 bis 1921 vorstand, stellte er 1899 mit Arturo Gazzera einen italienischen Fechtmeister in Offenbach ein, bald darauf verpflichteten auch Vereine in Frankfurt, Berlin, Hannover und Hamburg italienische Trainer. Zusammen mit Arturo Gazzera übersetzte er das Buch Das Fechten mit Degen und Säbel von Masaniello Parise aus dem Italienischen.
1911 war Erckrath de Bary Mitbegründer des Deutschen Fechter-Bundes und dessen Präsident bis zum Jahr 1925. Zudem war de Bary 1913 einer der Taufpaten des Internationalen Fechtverbandes (Fédération Internationale d’Escrime) sowie einer seiner Vizepräsidenten.
Als aktiver Fechter nahm Erckrath de Bary an den Olympischen Zwischenspielen 1906 in Athen teil und trat in allen drei Disziplinen an. Er gewann mit der Mannschaft im Säbelfechten die Goldmedaille, mit dem Degenteam belegte er den geteilten fünften Platz, im Einzel schied er in den Säbelwettbewerben schon früh aus. Bei den Olympischen Spielen 1908 in London trat er ebenfalls im Einzel und mit der Mannschaft im Säbel- und im Degenfechten an, konnte aber keine Medaillen mehr gewinnen. Wiederum vier Jahre später nahm er noch einmal an den Olympischen Spielen im Mannschafts-Säbelfechten teil und belegte den geteilten siebten Platz.
1936 organisierte er zusammen mit Erwin Casmir die Fechtwettbewerbe der Olympischen Sommerspiele 1936 in Berlin. Beide erhielten dafür 1937 die goldene Ehrennadel des Deutschen Fechter-Bundes. Im folgenden Jahr starb de Bary, der als Begründer des modernen Sportfechtens in Deutschland gelten darf, im Alter von 74 Jahren.

## Werke
- Das Fechten mit Degen und Säbel von Masaniello Parise. Einzige ermächtigte Übersetzung von C. Arturo Gazzera und Jacob Erckrath-de Bary; Leipzig F.W. Gloeckner & Co., um 1890.

## Weblink
- Jakob Erckrath de Bary in der Datenbank von Olympedia.org (englisch).